# Henckelia ceratoscyphus
Henckelia ceratoscyphus là một loài thực vật có hoa trong họ Tai voi (Gesneriaceae). Loài này được Pellegrin mô tả khoa học đầu tiên năm 1926 dưới danh pháp Chirita corniculata.
Lưu ý rằng loài Henckelia corniculata (Jack) Spreng., 1827 (= Didymocarpus corniculatus Jack, 1820) nay là Codonoboea corniculata (Jack) D.J.Middleton, 2013.